# Pedro Luis Beltrán
Pedro Luis Beltrán (Culiacán, Sinaloa, México; 29 de junio de 1988) es un futbolista mexicano. Juega como volante y medio de contención en el Club Murciélagos FC del Ascenso MX.

## Trayectoria
Debutó con el equipo de Monarcas Morelia en el torneo de Clausura 2006 a la edad de 17 años, en un partido entre Monarcas Morelia y el conjunto de Jaguares de Chiapas correspondiente a la jornada 8 que terminó con empate 1-1.

Ha integrado la plantilla con el primer equipo de Monarcas Morelia en los torneos Clausura 2006, Apertura 2007, Apertura 2009 y Clausura 2010.

Para el torneo de Clausura 2009 fue cedido el equipo de Venados de Mérida de la Liga de Ascenso MX, donde se logró el campeonato y el pase a jugar la Final de Ascenso. Donde fue el anotador del único gol de la Final de Ascenso en el año 2009 entre Venados de Mérida y Gallos del Querétaro.

Para el Torneo Apertura 2009 regresó a Monarcas Morelia donde participó en la Copa Libertadores 2010 y permaneció 2 temporadas en Primera División. 

Después pasó a las filas de los Potros del Atlante de primera división, para el Torneo Apertura 2010 y Clausura 2011 donde permaneció por periodo de un año.

Para el torneo de Apertura 2011 fue transferido al equipo de Neza FC para participar en la Liga de Ascenso Mx.

En el mes de enero del año 2012 fue transferido al Sportivo Belgrano del fútbol Argentino.

Posteriormente fue cedido en préstamo al equipo de Alebrijes de Oaxaca equipo en el que permaneció por 2 años.

Actualmente fue contratado por el equipo Murciélagos FC para participar en el Torneo Apertura 2015 en la Liga de Ascenso MX.

## Clubes
| Club                | País      | Año         |
| ------------------- | --------- | ----------- |
| Monarcas Morelia    | México    | 2006 - 2008 |
| Petroleros          | México    | 2008        |
| Mérida FC           | México    | 2009        |
| Monarcas Morelia    | México    | 2009 - 2010 |
| Atlante FC          | México    | 2010 - 2011 |
| Neza FC             | México    | 2011        |
| Sportivo Belgrano   | Argentina | 2012        |
| Alebrijes de Oaxaca | México    | 2013 - 2014 |
| Murciélagos FC      | México    | 2015 - 2017 |